# 1630 Милет
1630 Милет (енгл. 1630 Milet) је астероид главног астероидног појаса са пречником од приближно 20,03 .
Афел астероида је на удаљености од 3,540 астрономских јединица (АЈ) од Сунца, а перихел на 2,520 АЈ.
Ексцентрицитет орбите износи 0,168, инклинација (нагиб) орбите у односу на раван еклиптике 4,536 степени, а орбитални период износи 1926,757 дана (5,275 година).
Апсолутна магнитуда астероида је 11,20 а геометријски албедо 0,145.
Астероид је откривен 28. фебруара 1952. године.